# تپه کنشکین ۱
تپه کنشکین ۱ مربوط به اوایل دوران‌های تاریخی پس از اسلام - دوره ایلخانی است و در شهرستان تاکستان، روستای کنشگین واقع شده و این اثر در تاریخ ۲۵ اسفند ۱۳۷۹ با شمارهٔ ثبت ۳۱۷۰ به‌عنوان یکی از آثار ملی ایران به ثبت رسیده است.